# Henri Cournollet
Fernand Henri Jean Cournollet (Villers-sur-Mer, 19 dicembre 1882 – Rheims, 10 agosto 1971) è stato un giocatore di curling francese.

## Biografia
Partecipò ai I Giochi olimpici invernali (edizione disputata a Chamonix, Francia, nel 1924), riuscendo a vincere una medaglia di bronzo nella squadra francese con i connazionali Henri Aldebert, Georges André, Armand Bénédic, Pierre Canivet.
Nell'edizione l'argento andò agli svedesi, l'oro alla Gran Bretagna.